# An All Star Tribute To The Who
An All Star Tribute To The Who es un álbum tributo que recopila una colección de temas de The Who interpretados por artistas cuyo trabajo ha sido influenciado por la banda de rock británica, contando con colaboraciones de Derek Sherinian, Iggy Pop, Ted Turner, Peter Green y otros miembros de grupos como Deep Purple, Dream Theater, Def Leppard, etc. Estas colaboraciones le han otorgado buena aceptación del público y fanáticos de la escena del rock inglés.

## Canciones
| Tema                       | Artista                                             |
| -------------------------- | --------------------------------------------------- |
| 1.- Eminence Front         | Derek Sherinian, John Wetton, K.K. Downing          |
| 2.- Baba O´Riley           | Jerry Goodman, Nektar                               |
| 3.- I Can See For Miles    | Mark Lindsay, Wayne Kramer                          |
| 4.- Love Reign O´er Me     | Huw Lloyd-Langton, Joe Elliott, Rick Wakeman        |
| 5.- My Generation          | Dave Davies, Knox, Rat Scabies                      |
| 6.- The Kids Are Alright   | The Raveonettes                                     |
| 7.- Won´t Get Fooled Again | The Sweet                                           |
| 8.- Anyway Anyhow Anywhere | Carmine Appice, Todd Rundgren                       |
| 9.- I Can´t Explain        | Iggy Pop                                            |
| 10.- Behind Blue Eyes      | Pat Travers                                         |
| 11.- Magic Bus             | Ginger Baker, Peter Banks, Peter Noone              |
| 12.- Who Are You           | Gretchen Wilson, Randy Bachman                      |
| 13.- Pinball Wizard        | Brad Gillis, Mike Pinera                            |
| 14.- Squeeze Box           | David Cross, John Wesley                            |
| 15.- Bargain               | Donnie Van Zant & Don Barnes, Ian Paice, Ted Turner |
| 16.- The Seeker            | Joe Lynn Turner, Leslie West                        |

## Distribución
Mis Records, Cleopatra Records, Prodisc Records